# Internazionali d'Italia 2011
Gli Internazionali d'Italia 2011 sono stati un torneo di tennis che si è giocato su campi in terra rossa. Si tratta della 68ª edizione degli Internazionali d'Italia, classificati come ATP World Tour Masters 1000 nell'ambito dell'ATP World Tour 2011 e come WTA Premier nel WTA Tour 2011. Tutti gli incontri si sono giocati al Foro Italico, a Roma in Italia, fra il 9 e il 15 maggio. Quella del 2011 è stata la prima edizione dopo 33 anni in cui gli uomini e le donne giocano contemporaneamente.

## Partecipanti ATP

### Teste di serie
| Nazionalità | Giocatore       | Ranking | Testa di serie* |
| ----------- | --------------- | ------- | --------------- |
| Spagna      | Rafael Nadal    | 1       | 1               |
| Serbia      | Novak Đoković   | 2       | 2               |
| Svizzera    | Roger Federer   | 3       | 3               |
| Regno Unito | Andy Murray     | 4       | 4               |
| Svezia      | Robin Söderling | 5       | 5               |
| Spagna      | David Ferrer    | 6       | 6               |
| Rep. Ceca   | Tomáš Berdych   | 7       | 7               |
| Austria     | Jürgen Melzer   | 8       | 8               |
| Spagna      | Nicolás Almagro | 9       | 9               |
| Francia     | Gaël Monfils    | 10      | 10              |
| Stati Uniti | Mardy Fish      | 11      | 11              |
| Stati Uniti | Andy Roddick    | 12      | 12              |
| Russia      | Michail Južnyj  | 13      | 13              |
| Svizzera    | Stan Wawrinka   | 14      | 14              |
| Serbia      | Viktor Troicki  | 15      | 15              |
| Francia     | Richard Gasquet | 16      | 16              |

* Le teste di serie sono basate sul ranking al 2 maggio 2011.

### Altri partecipanti
I seguenti giocatori hanno ricevuto una wild card per il tabellone principale:
- Flavio Cipolla
- Fabio Fognini
- Filippo Volandri
- Simone Bolelli

I seguenti giocatori sono passati dalle qualificazioni:

- Pere Riba
- Kei Nishikori
- Paolo Lorenzi
- Pablo Cuevas

- Jarkko Nieminen
- Victor Hănescu
- Łukasz Kubot

## Partecipanti WTA

### Teste di serie
| Nazionalità | Giocatrice               | Ranking | Testa di serie* |
| ----------- | ------------------------ | ------- | --------------- |
| Danimarca   | Caroline Wozniacki       | 1       | 1               |
| Italia      | Francesca Schiavone      | 4       | 2               |
| Bielorussia | Viktoryja Azaranka       | 5       | 3               |
| Cina        | Li Na                    | 6       | 4               |
| Serbia      | Jelena Janković          | 7       | 5               |
| Australia   | Samantha Stosur          | 8       | 6               |
| Russia      | Marija Šarapova          | 9       | 7               |
| Polonia     | Agnieszka Radwańska      | 11      | 8               |
| Francia     | Marion Bartoli           | 12      | 9               |
| Israele     | Shahar Peer              | 13      | 10              |
| Russia      | Svetlana Kuznecova       | 14      | 11              |
| Germania    | Andrea Petković          | 15      | 12              |
| Serbia      | Ana Ivanović             | 17      | 13              |
| Estonia     | Kaia Kanepi              | 19      | 14              |
| Italia      | Flavia Pennetta          | 20      | 15              |
| Russia      | Anastasija Pavljučenkova | 21      | 16              |

* Le teste di serie sono basate sul ranking al 2 maggio 2011.

### Altre partecipanti
Le seguenti giocatrici hanno ricevuto una wild card per il tabellone principale:
- Alberta Brianti
- Corinna Dentoni
- Romina Oprandi

Le seguenti giocatrici sono passate dalle qualificazioni:

- Varvara Lepchenko
- Anabel Medina Garrigues
- Arantxa Parra Santonja
- Christina McHale

- Tamira Paszek
- Nuria Llagostera Vives
- Anastasija Rodionova
- Chanelle Scheepers

## Punti e motepremi

### Distribuzione punti
| Turno                       | Singolare maschile | Doppio maschile | Singolare femminile | Doppio femminile |
| --------------------------- | ------------------ | --------------- | ------------------- | ---------------- |
| Campioni                    | 1000               | 1000            | 900                 | 900              |
| Finalisti                   | 600                | 600             | 620                 | 620              |
| Semifinalisti               | 360                | 360             | 395                 | 395              |
| Eliminati ai quarti         | 180                | 180             | 225                 | 225              |
| Eliminati agli ottavi       | 90                 | 90              | 125                 | 125              |
| Eliminati al 2º turno       | 45                 | 10              | 70                  | 1                |
| Eliminati al 1º turno       | 10                 | –               | 1                   | –                |
| Qualificati                 | 25                 | –               | 30                  | –                |
| Ultimo turno qualificazioni | 14                 | –               | 20                  | –                |
| Primo turno qualificazioni  |                    | –               | 1                   | –                |

### Montepremi
| Turno                       | Singolare maschile | Doppio maschile | Singolare femminile | Doppio femminile |
| --------------------------- | ------------------ | --------------- | ------------------- | ---------------- |
| Campioni                    | €438 000           | €134 500        | €350 000            | €100 000         |
| Finalisti                   | €205 000           | €63 400         | €175 000            | €50 000          |
| Semifinalisti               | €104 400           | €32 000         | €87 500             | €25 000          |
| Eliminati ai quarti         | €53 500            | €16 400         | €40 000             | €12 500          |
| Eliminati agli ottavi       | €27 750            | €8,540          | €20 000             | €6 250           |
| Eliminati al 2º turno       | €14,635            | €4,550          | €10 275             | €3,170           |
| Eliminati al 1º turno       | €7,715             | –               | €5 400              | –                |
| Ultimo turno qualificazioni | €1,820             | –               | €2 900              | –                |
| Primo turno qualificazioni  | €900               | –               | €1 500              | –                |

## Campioni

### Singolare maschile
Novak Đoković ha sconfitto in finale  Rafael Nadal per 6-4, 6-4
- Per Đoković è il settimo titolo dell'anno e il 25º in carriera. Il serbo è ancora imbattuto fino a questo punto della stagione.

### Singolare femminile
Marija Šarapova ha battuto in finale  Samantha Stosur per 6-2, 6-4
- È il 1º titolo dell'anno per Marija Šarapova, il 23º della sua carriera.

### Doppio maschile
John Isner /  Sam Querrey hanno sconfitto in finale  Andy Roddick /  Mardy Fish per walkover, grazie al ritiro di Roddick per un infortunio alla spalla.

### Doppio femminile
Peng Shuai /  Zheng Jie hanno sconfitto in finale  Vania King /  Jaroslava Švedova per 6-2, 6-3.